# 品川氏章
品川 氏章（しながわ うじあき、1845年7月28日（弘化2年6月24日） - 1889年（明治22年）9月6日）は、江戸時代末期から明治時代初期の人物。長府藩士、報国隊士及び陸軍軍人。栄典は正四位勲二等。最終階級は陸軍少将。

## 来歴
長門国長府藩士清水家の子として生まれる。幼名は省吾。のち品川弥二郎の養子となり、品川姓を名乗る。
養父とともに報国隊結成に参画し、のちに軍監となる。
慶応2年（1866年）6月、高杉晋作、山縣有朋らの率いる長州藩に加わり、小倉戦争に参加。慶応3年（1867年）10月、藩主元周の密命を受けて上洛。同年12月、倒幕の密勅が長州・薩摩に下されると帰藩し、北越戦争にも報国隊軍監として転戦。藩権大参事、のち大属となる。
1871年（明治4年）の廃藩置県後、兵部省出仕。中佐であった1877年（明治10年）3月、西南戦争に第4旅団参謀長として出征。以降も工兵局長、東京鎮台軍法会議判士と出世を重ね、1885年（明治18年）5月、工兵会議議長になると同時に陸軍少将に累進。
1886年（明治19年）3月、歩兵第10旅団長に任じられるが、1889年（明治22年）7月ごろより病を患う。
同年9月6日、松山の任所にて没。享年45。墓は功山寺にあり。

## 年譜
- 明治2年11月28日 - 北越征討の功により藩より年金30円下賜[2]。
- 明治3年
  - 7月10日 - 豊浦藩権大参事[2]。
  - 10月18日 - 免職[2]。
  - 10月19日 - 大属[2]。
- 明治4年
  - 8月23日 - 兵部省六等出仕[2]。
  - 10月 - 鎮西鎮台第一分営出張[2]。
  - 11月9日 - 陸軍中佐[2]。
- 1872年（明治5年）
  - 3月 - 鎮西鎮台第一分営大弐心得在勤[2]。
- 1873年（明治6年）
  - 4月13日 - 広島鎮台司令長官御用取計[2]。
  - 5月8日 - 武官等級改正に伴い五等官[2]。
  - 11月17日 - 帰京仰付但陸軍大佐高橋勝政と交代の事[2]。
- 1874年（明治7年）
  - 9月28日 - 第3局分課[2]。
- 1875年（明治8年）
  - 1月25日 - 工兵第3方面提理[2]。
- 1877年（明治10年）
  - 3月5日 - 九州出張[2]。
  - 3月14日 - 第4旅団参謀長[2]。
  - 4月9日 - 征討軍団参謀[2]。
  - 4月13日 - 別働第5旅団参謀長[2]。
  - 4月25日 - 出征第4旅団参謀長長[2]。
  - 10月26日 - 名古屋に凱旋[2]。
  - 11月 - 旧第4旅団残務取調として出張[2]。

- - 12月15日 - 勲三等の年金260円下賜[2]。
- 1878年（明治11年）
  - 4月15日 - 大阪工兵第4方面本署提理[2]。
  - 6月12日 - 第2園区事務取調として出張[2]。
  - 11月21日 - 陸軍大佐[2]。
- 1882年（明治15年）
  - 3月1日 - 工兵局長[2]。
- 1884年（明治17年）
  - 2月21日 - 東京鎮台軍法会議判士[2]。
  - 7月1日 - 同判士免職[2]。
- 1885年（明治18年）
  - 3月23日 - 兼輜重局長[2]。
  - 5月21日 - 陸軍少将、工兵会議議長[2]。
  - 8月22日 - 国防会議議員[2]。
  - 12月2日 - 陸軍大学学生学期末大試験及び再審検査委員長[2]。
- 1886年（明治19年）
  - 3月16日 - 歩兵第10旅団長[2]。
- 1889年（明治22年）
  - 9月6日 - 死去[2]。
  - 9月10日 - 明治天皇、愛媛県知事白根専一を勅使として白絹二匹下賜

## 栄典・授章・授賞
位階
- 明治5年4月15日 - 従六位[2]
- 明治6年7月4日 - 正六位[2]
- 1879年（明治12年）12月16日 - 従五位[2]
- 1885年（明治18年）7月25日 - 正五位[2][4]
- 1886年（明治19年）10月28日 - 従四位[2][5]
- 1889年（明治22年）7月27日 - 正四位[2]

勲等
- 1877年（明治10年）12月8日 - 勲三等旭日中綬章[2]
- 1887年（明治20年）5月27日 - 勲二等旭日重光章[2][6]